# Chalk Farm
Chalk Farm é um pequeno distrito urbano do norte de Londres, situado imediatamente ao norte de Camden Town, no bairro londrino de Camden.

## História

### Mansão de Rugmere
Chalk Farm era originalmente conhecida como Manor of Rugmere, uma propriedade que foi mencionada no Domesday Book de 1086. A mansão era uma das cinco que compunham a grande Paróquia Antiga de St Pancras. Acredita-se que Rugmere signifique a Piscina de Woodcock.
Henrique VIII comprou parte da mansão, destacando-a para formar a parte nordeste do que se tornaria o Regent's Park, o restante posteriormente se tornou mais conhecido como Chalk Farm. Tanto a área destacada quanto o restante permaneceram como parte da paróquia de St Pancras.
Em 1786, a propriedade foi vendida para Charles FitzRoy, 1º Barão de Southampton, foi descrito como comumente conhecido como Chalk Farm. O termo Rugmere (ou Rug Moor) parece ter perdurado por algum tempo como um nome de campo.

### Etimologia

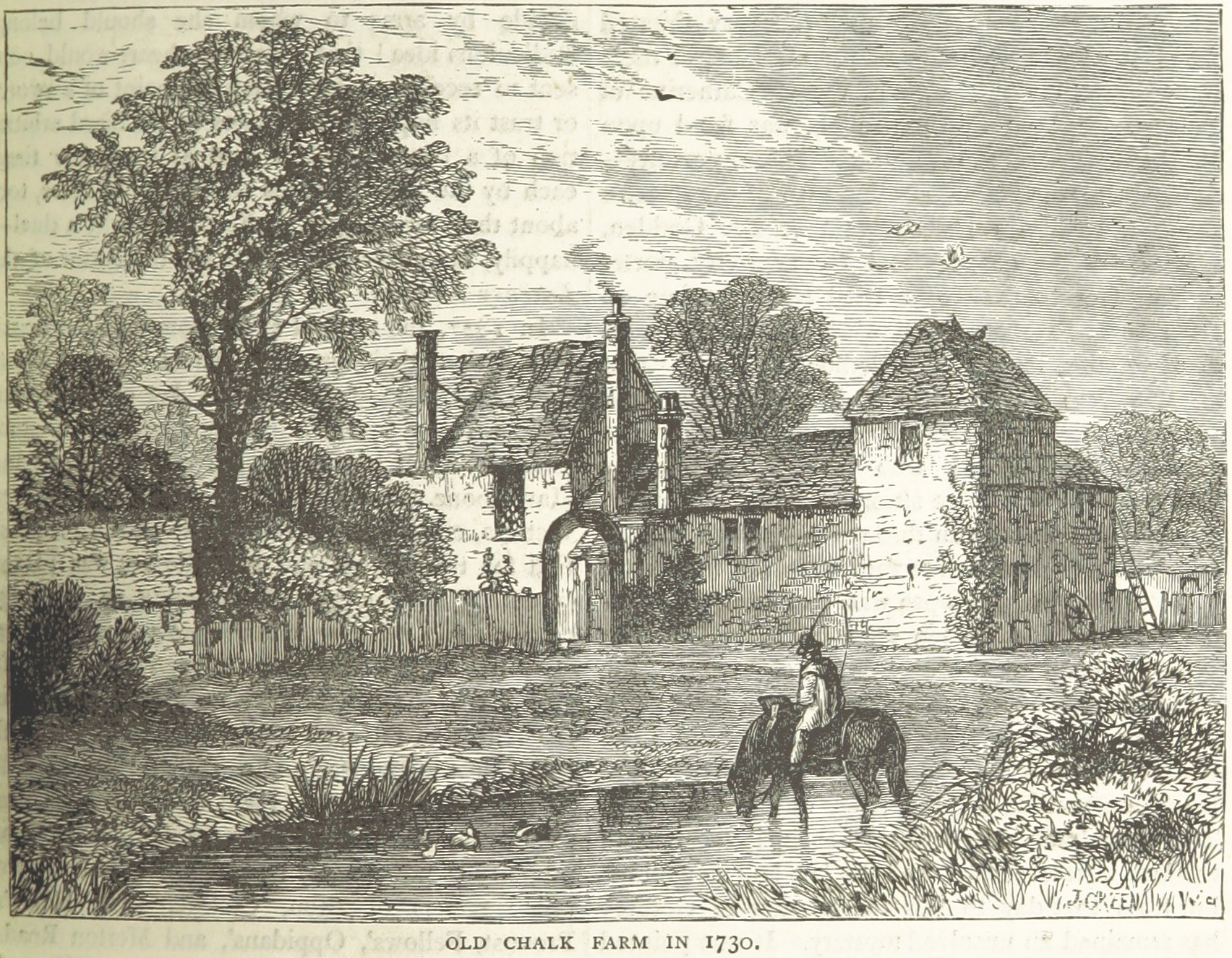
Antiga Chalk Farm em 1870

A origem do nome é controversa: certamente não deriva do solo, pois a área é construída em London Clay. A visão de consenso é de que "Chalk Farm" deriva do inglês médio Chaldecote ou Caldecote, um topônimo inglês comum que significa "casa de campo fria" atestado pela primeira vez na área de Chalk Farm em 1256. Isso se tornou Chalcotts no século XVI e Chalk em 1746. A forma completa "Chalk Farm" é uma cunhagem do século XIX, embora "Chalcott" tenha permanecido em uso no início do século XIX para uma propriedade próxima, anteriormente as Upper e Lower Chalcot Farms.
A propriedade Chalcott foi cultivada em England's Lane em Belsize Park, na paróquia de Hampstead, meia milha a noroeste (registrado pela primeira vez como Chaldecotes no século XIII). A propriedade se dividiu em Upper e Lower Chalcot Farms em 1720, mas se reuniu e cultivou a partir de Upper Chalcot Farmhouse por volta de 1797. O contra-argumento é que Lower Chalcot Farm não era Chalk Farm, como frequentemente se afirma, mas na verdade cultivado em outra fazenda em England's Lane. Se esse argumento estiver correto, Chalk Farm nunca foi conhecido como Chalcot, mas provavelmente recebeu esse nome devido aos prédios caiados da fazenda. O giz tem sido freqüentemente usado como produto em cal. A casa da fazenda em Lower Chalcot às vezes era chamada de Casa Branca.

## Geografia
A área não está formalmente definida, embora o antigo Manor of Chalk Farm fosse parte integrante da Antiga Paróquia e Bairro de St Pancras. A área central fica entre a Chalk Farm Road no leste e a fronteira oeste de St Pancras a oeste; uma área que se estende até Ainger Road e ocupa parte do espaço aberto de Primrose Hill, embora a própria colina esteja em Hampstead.
Chalk Farm inclui parte da ala de Camden Town com Primrose Hill e talvez também parte da ala de Haverstock. A partir de 2020, as alas de Camden estão sendo revisadas e essas alas serão abolidas ou terão seus limites redesenhados.

### lugares vizinhos
- Primrose Hill
- Cidade de Camden
- Regents Park
- Kentish Town
- Parque Maitland
- Bosque De São João
- Chalé Suíço